# Кроталос Верияс
„Кроталос Верияс“ (на гръцки: Κρόταλος Βέρροιας, в превод Берски Кротал) е гръцки седмичен вестник, издаван в град Бер (Верия).
Вестникът започва да излиза през февруари или март 1924 година и е вторият вестник в града след основания няколко месеца по-рано през октомври 1924 „Астир Верияс“. „Кроталос“ и „Астир“ влизат в остър редакционен конфликт. Издатели на „Кроталос“ са Стефанос Вафидис, Николаос Зографос, Анастасиос Леонардос. Подзаглавието му е „Политико-сатиричен седмичен вестник“ (ΕΒΔΟΜΑΔΙΑΙΑ ΠΟΛΙΤΙΚΟΣΑΤΥΡΙΚΗ ΕΦΗΜΕΡΙΣ). Тримата издатели не се разбират помежду си и вестникът е поет от фармацевта Леонардос. Леонардос е социалист и е кандадт за депутат от Демократическия съюз на Александрос Папанастасиу. Другите двама се заемат с издаването на третия вестник в града - „Верия“.